# عين معطوف
عين معطوف هي قرية مغربية شمال المملكة. تنتمي عين معطوف لإقليم تاونات الساحلي. تضم هذه القرية 11.165 نسمة (إحصاء 2004).
قيادة هوارة

## روابط خارجية
موقع الإنترنت: http.//www.ain maatof.ma
جهة: تازة الحسيمة تونات
إقليم: تونات